# Ruth Schumann Antelme
Pour les articles homonymes, voir Antelme.
Ruth Schumann Antelme, née le 7 juin 1925 à Dresde en Allemagne et morte le 13 septembre 2024 à Paris,,, est chercheuse honoraire au CNRS et ancienne professeure à l’École du Louvre.
Elle effectue de nombreuses missions sur le terrain en Haute-Égypte où elle est l'assistante de Christiane Desroches Noblecourt.
Elle publie de nombreux ouvrages dont plusieurs ont été illustrés par Stéphane Rossini, dessinateur spécialisé dans l’Égypte ancienne.

## Publications
- Nétèr : Dieux d'Égypte [détail des éditions]
- Cahier de Calligraphie. 5. Hiéroglyphes, A. Des Grieux, coll. « Cahier de Calligraphie », janvier 1997 (ISBN 978-2-9509975-9-3)
- Lecture illustrée des hiéroglyphes, l'écriture sacrée de l'Égypte, Paris, Rocher, coll. « Champollion », septembre 1998 (ISBN 978-2-268-03025-8)
- Les Secrets d'Hathor. Amour, Érotisme et Sexualité dans L'Égypte Pharaonique, Rocher, coll. « Champollion », octobre 1999, 280 p., poche (ISBN 978-2-268-03378-5)
- (en) Sacred Sexuality in Ancient Egypt : The Erotic Secrets of the Forbidden Papyrus, Rochester, Inner Traditions, octobre 2001, 264 p., poche (ISBN 978-0-89281-863-1)
- Dictionnaire Illustré des Dieux de L'Égypte, Lonrai, Rocher, coll. « Champollion », octobre 2003, 579 p. (ISBN 978-2-268-04793-5)
- Nout, Le Cosmos des Pharaons, Monaco, Rocher, coll. « Champollion », janvier 2007, 426 p. (ISBN 978-2-268-05674-6)